# Andreas Hinz (Basketballtrainer)
Andreas Hinz (* 1952 in Berlin) ist ein deutscher Basketballtrainer.

## Laufbahn
In den 1970er Jahren war Hinz Trainer beim Berliner SV 1892 und war dort am Aufbau von Basketballstrukturen im Jugendbereich beteiligt. 1976 wurde die männliche C-Jugend des BSV 1892 unter Hinz’ Leitung deutscher Meister. Als Jugendtrainer beim DTV Charlottenburg führte er 1978 eine weitere Jungenmannschaft zum deutschen Meistertitel.
Er war Landestrainer des Berliner Basketballverbandes und gehörte zu den Gründungsmitgliedern der Basketball-Gemeinschaft (BG) Zehlendorf sowie des Verbandes Deutscher Basketballtrainer. In der Saison 1980/81 führte er den DTV Charlottenburg als Trainer zum Aufstieg in die Basketball-Bundesliga.
Hinz war Ende der 1980er Jahre Trainer der Neuköllner Sportfreunde in der 2. Basketball-Bundesliga, beim TuS Neukölln war er in der Jugendarbeit tätig und gewann mit mehreren Jungen- und Mädchenmannschaften Berliner Meistertitel.
Zwischen 1992 und 1995 erreichte die Damen-Bundesligamannschaft von Wemex Berlin unter Hinz als Cheftrainer zweimal die Meisterrunde, in der Saison 1998/99 arbeitete er beim SSV Einheit Weißenfels als Co-Trainer seines früheren Schützlings Frank Menz und trug somit zum Bundesliga-Aufstieg der Mannschaft bei.
Hinz, der hauptberuflich als Grundschullehrer in Berlin tätig war, hatte bis zum Frühjahr 2004 zweieinhalb Jahre das Traineramt beim BC Anhalt Dessau inne, ehe er im Dezember 2005 das Traineramt bei den Regionalliga-Herren des SSV Lok Bernau übernahm. Er führte die abstiegsbedrohten Barnimer im Frühjahr 2006 zum Verbleib in der 1. Regionalliga, später betreute er die Mannschaft gemeinsam mit Torsten Schierenbeck, das Gespann etablierte Lok in der Regionalliga-Spitzengruppe. Im Sommer 2008 schied Hinz in Bernau aus beruflichen Gründen aus.
Beim Berliner SC, wo er bereits parallel zu seiner Aufgabe in Bernau als Trainer im Mädchenbereich gearbeitet hatte, war er anschließend weiterhin als Trainer, Sportwart und Mitglied des Abteilungsvorstandes tätig.